# 보석상 리처드씨의 수수께끼 감정
보석상 리처드씨의 수수께끼 감정(일본어: 宝石商リチャード氏の謎鑑定, The Case Files of Jeweler Richard)은 나나코가 집필한 일본의 미스터리 라이트 노벨 시리즈이다. 츠지무라와 유키히로 우타코가 그림을 그렸다. 슈에이샤는 2015년부터 슈에이샤 오렌지 문고의 각인으로 11권의 단행본과 2권의 단편 소설집을 출판했다. 아카츠키 미카의 삽화로 각색된 만화는 2019년 11월 28일부터 이치진샤의 조세이 만화 잡지 월간 코믹 제로섬에 연재되었다. 슈카가 각색한 애니메이션 TV 시리즈는 2020년 1월 9일부터 3월 26일까지 방영되었다.